# Кобзар 2000
«Кобзар 2000 + Нові розділи + Найновіші розділи» — роман-збірник різножанрових оповідань Братів Капранових. Це містичний зріз сучасної України для людей з почуттям гумору та поціновувачів якісної прози.

## Структура
«Кобзар 2000» Братів Капранових витримав п'ять перевидань. Але за цей час автори написали «Нові розділи» до нього, що вийшли окремою книжкою. У 2010 році об'єднати під однією обкладинкою обидва тексти — а для того, щоб зберегти ексклюзив Брати Капранови додали до знайомих вже читачам творів чотири найновіших розділи — «Якби ви знали, паничі», «Кавказ», «І мертвим, і живим» та «Молитва». Ця книга — це містичний зріз сучасної України, де відьми існують поряд із мобільними телефонами, вовкулаки та русалки не зважають на наявність автомобілів та бетонних парапетів, а жінки привертають коханих у ті самі способи, що й їхні прабабусі.
28 історій розбито на дві частини, по 14 оповідань: SOFT, рекомендований для жінок, та HARD — для чоловіків.
Романтичні, драматичні, іноді смішні і завжди цікаві історії розбито на дві частини: SOFT, рекомендований для жінок, та HARD — для чоловіків.
А для того, щоб знайти свою половину, треба тільки перевернути книжку.

### SOFT
- Русалка
- Катеринка
- Як умру, то
- Петрусь
- Відьма
- Породила мене мати
- СОН-6
- Перебендя
- Тополя
- Великий лох
- Доля
- Мар'яна-черниця
- І мертвим, і живим
- Якби ви знали, паничі

### HARD
- Сон
- Гайдамака
- Тарасикова ніч
- Княжич
- Дівочії ночі
- Варнак
- Москалева криниця
- Причина
- Розрита могила
- Неофіт. Історія на один галс
- Немирівна
- Наймит
- Кавказ
- Молитва